# Kaweh Niroomand
Kaweh Niroomand (* 4. Dezember 1952 in Teheran) ist ein iranisch-deutscher Volleyballmanager und Sportfunktionär.

## Karriere im Sport
Niroomand kam als Zwölfjähriger aus dem Iran nach Deutschland. Er spielte in Tecklenburg zunächst Faustball und später Volleyball. Während seines Studiums war er beim 1. VC Hannover in der 1. und 2. Bundesliga aktiv. 1973 ging er nach Berlin und schloss sich 1975 dem VdS Berlin an, bei dem er 1981 als Trainer Nachfolger von Andrzej Niemczyk wurde. 1984 stieg er mit dem VdS in die Bundesliga auf. 1986 gewann er den DVV-Pokal. 1989 wechselte die VdS-Mannschaft zum SCC Berlin. Hier übernahm Niroomand 1990 das Management der Bundesliga-Mannschaft und wurde Geschäftsführer. 1991 schlossen sich mehrere ehemalige DDR-Nationalspieler vom SC Berlin dem SCC an. Unter Niroomands Führung wurde der SCC Berlin (ab 2011 Berlin Recycling Volleys) vierzehnmal deutscher Meister und siebenmal DVV-Pokalsieger. Seit der Saison 2023/2024 sind die BR Volleys alleiniger Rekordmeister der Volleyball-Bundesliga. Außerdem gewann man 2016 den europäischen CEV-Pokal.
Niroomand engagiert sich auch außerhalb des Volleyballs für den Sport. 2020 wurde er in der Kategorie „Trainer und Manager“ als Berlins Champion 2020 ausgezeichnet. Von 2018 bis 2021 war er Vizepräsident im Deutschen Olympischen Sportbund. 2024 wurde ihm das Bundesverdienstkreuz am Bande verliehen.
Im Juli 2025 wurde Niroomand vom Senat von Berlin zum ehrenamtlichen Olympiabeauftragten ernannt. Er soll die Bewerbung Berlins um die Ausrichtung der Olympische Sommerspiele 2036, 2040 oder 2044 beim Deutschen Olympischen Sportbund (DOSB) mit dem Konzept „BERLIN+ – A celebration of Unity“ koordinieren. Für Niroomand bieten Olympische Spiele eine Chance, wieder zu mehr Gemeinsamkeit in Berlin zu finden: „Gerade in diesen Zeiten, in denen unsere Gesellschaft spaltende Risse bekommt, ist es wichtig, sich gemeinsam hinter ein Projekt zu stellen, gemeinsam Emotionen zu erleben.“

## Berufliches
Niroomand absolvierte von 1971 bis 1980 in Hannover und Berlin ein Bauingenieur-Studium. Seit 1993 war er im IT-Sektor für Hotellerie-Software tätig und war Geschäftsführer beim Software-Hersteller Micros Systems.

## Privates
Niroomand ist verheiratet und hat zwei Söhne. Sein Sohn Kian ist Vorsitzender der SPD Charlottenburg-Wilmersdorf.